# HMS Dreadnought (1906)
HMS Dreadnought – pancernik brytyjski o przełomowej konstrukcji, który wszedł do służby w 1906 roku i zarazem szósty okręt Royal Navy noszący tę nazwę. „Dreadnought” tak mocno zaznaczył się w rozwoju okrętów, że od jego nazwy pochodzi określenie rodzaju pancerników – drednotów. Wszystkie okręty, które były oparte na wcześniejszych projektach, stały się po jego wejściu do służby przestarzałe i są obecnie określane jako przeddrednoty. Jego wejście do służby było jedną z głównych przesłanek, które dały początek nowemu wyścigowi zbrojeń morskich pomiędzy ówczesnymi potęgami militarnymi (Wielką Brytanią i Niemcami), co w konsekwencji było jedną z przyczyn wybuchu I wojny światowej. „Dreadnought” był pierwszym pancernikiem, który miał liczną artylerię główną (dalekiego zasięgu, do walki na dużym dystansie) ujednoliconego kalibru, w przeciwieństwie do bezpośrednio poprzedzających go pancerników, które miały kilka dział dużego kalibru i kilka lub kilkanaście dział drugiego – mniejszego głównego kalibru oraz artylerię średnią. Był także pierwszym dużym okrętem napędzanym przez turbiny parowe, co sprawiło, że w momencie ukończenia budowy był najszybszym pancernikiem na świecie.

## Geneza
Pancerniki generacji przeddrednotów budowane pod koniec XIX wieku były zazwyczaj uzbrajane w cztery działa dużego kalibru (standardowo 305 mm) zamontowane w dwóch wieżach działowych, umieszczonych po jednej na dziobie i na rufie. Poza główną artylerią okręty posiadały większą liczbę szybkostrzelnych dział średniego kalibru ustawionych wzdłuż burt okrętu, zazwyczaj w wieżach działowych albo w kazamatach. Pancerniki przełomu XIX i XX wieku miały jeszcze dodatkowo rozmieszczone na burtach działa drugiego, mniejszego kalibru artylerii głównej. Takie ustawienie uzbrojenia miało kilka wad: działa burtowe mogły ostrzeliwać tylko cele po swojej stronie, podczas gdy działa ustawione wzdłuż osi okrętu mogły strzelać w innych kierunkach. Istniało niebezpieczeństwo zalewania kazamat przez fale, szczególnie na niespokojnym morzu. Dodatkowo, każdy kaliber dział miał inne właściwości balistyczne, co bardzo utrudniało celowanie, szczególnie kiedy obserwowano rozbryzgi wybuchów. Działa mniejszego kalibru musiały czekać z oddaniem ognia na moment załadowania dział dużego kalibru, przez co tracono zaletę ich szybszego czasu przeładowywania. Także obserwacja rozbryzgów była utrudniona, ponieważ nie wiadomo było, czy spowodowały je działa głównego, czy mniejszego kalibru, co znacznie utrudniało pomiar odległości i celowanie.
Wynaleziona przez Charlesa Algernona Parsonsa w 1884 roku turbina parowa spowodowała znaczący wzrost prędkości osiąganej przez okręty. Jej pierwsza oficjalna prezentacja przy pomocy jachtu „Turbinia” w czasie przeglądu Royal Navy w Spithead w 1897 roku, podczas której ośmieszyła okręty brytyjskie nie mogące dogonić statku Parsonsa (osiągającego prędkość 34 węzłów – niedostępną dla ówczesnych okrętów), spowodowała znaczne zainteresowanie ze strony Marynarki. Po dalszych próbach morskich i po zbudowaniu dwóch napędzanych przez turbiny parowe niszczycieli HMS „Viper” i HMS „Cobra”, Admiralicja potwierdziła w 1905 roku, że przyszłe okręty Royal Navy będą napędzane przez turbiny parowe.

### Koncepcja „All-big-gun” (same wielkie działa)
Idea „all-big-gun”, budowy okrętów, które mogły strzelać ze swoich ciężkich dział na dalekie dystanse, wydawała się wybawieniem w momencie, gdy zagrożenie ze strony torped wydawało się coraz bardziej prawdopodobne. Włoski projektant morski Vittorio Cuniberti pierwszy sformułował pomysł pancernika wyposażonego zgodnie z zasadą „all-big-gun” w 1903 roku (choć brytyjski admirał Jackie Fisher twierdził, że podobne idee były mu znane w roku 1900). Kiedy Włoska Marynarka nie chciała wykorzystać jego pomysłów, Cuniberti napisał artykuł do czasopisma „Jane's” propagujący jego koncepcje. Włoch twierdził, że „idealny” przyszły brytyjski pancernik to okręt o wyporności 17 000 ton z artylerią główną składającą się z 12 dział kalibru 305 mm (12 cali), 300 mm pancerzem bocznym i prędkością maksymalną równą 24 węzły (44 km/h).

#### Projekty japońskie (1904–1905)
Wojna rosyjsko japońska (1904–1905) była próbą dla większości założeń, według których budowano okręty, w tym także propozycji „all-big-guns”. Rosyjska Marynarka zdecydowanie przegrywała podczas bitew morskich podczas tej wojny. Szczególną porażką rosyjską zakończyła się bitwa pod Cuszimą (maj 1905 roku). Marynarka Japońska była w tym czasie wyposażona w nowoczesne pancerniki, głównie brytyjskich projektów, a ich działa miały celowniki teleskopowe. Wydarzenia tej bitwy stanowiły potwierdzenie dla świata, że tylko największe działa mają znaczenie w bitwach morskich w tamtych czasach. Bitwa pod Cuszimą pokazała, że zniszczenia spowodowane przez wielkie działa są znacznie większe, niż te zadawane przez artylerię drugorzędną. Dodatkowo ta bitwa zademonstrowała, że bitwy morskie rozstrzygają się poza zasięgiem dział artylerii średniej (odległość 11 kilometrów /12 000 jardów). Stany Zjednoczone, Japonia i Wielka Brytania wyciągnęły te same wnioski z tej bitwy i nakreśliły plany budowy okrętów idei „all-big-gun”.

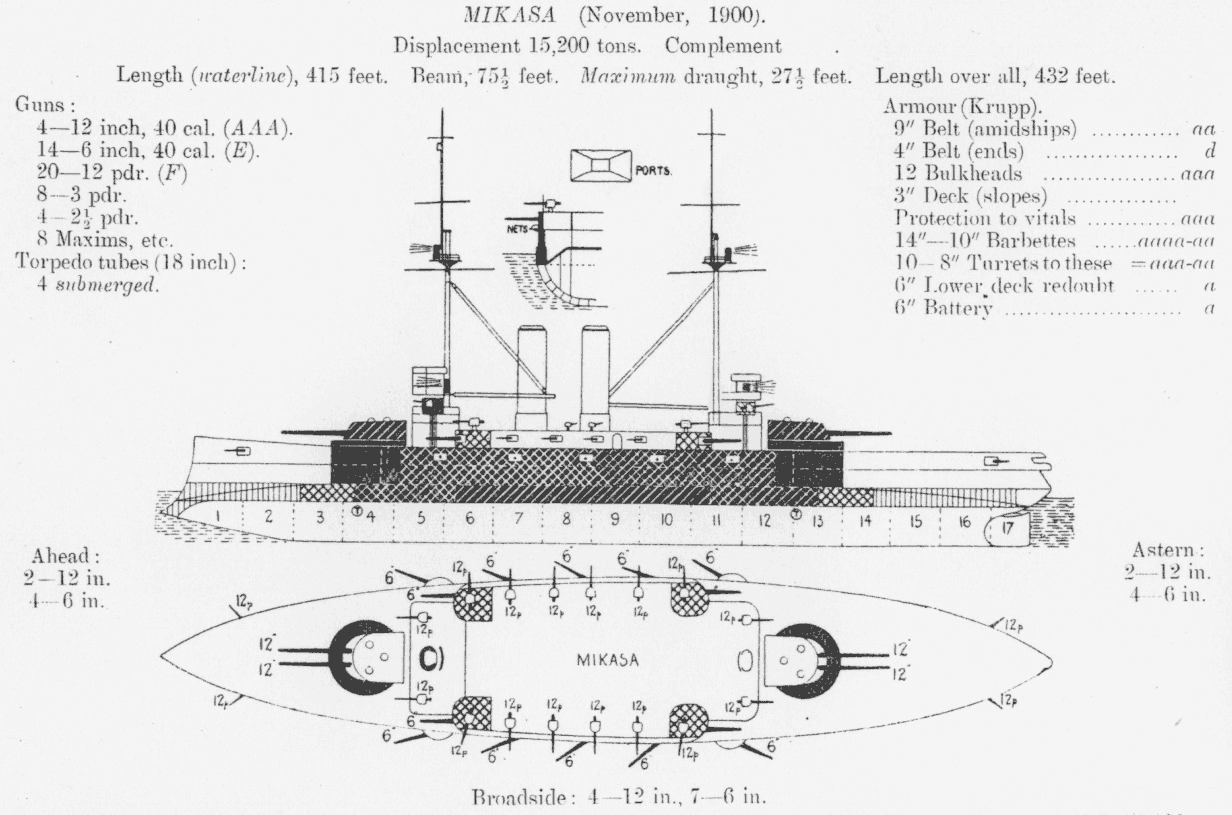
Przeddretnot Cesarskiej Marynarki Japońskiej – pancernik „Mikasa”
z Jane'S fighting Ships 1906–07

Japoński pancernik „Satsuma” był pierwszym pancernikiem na świecie nowego rodzaju, który został zaprojektowany w roku 1904, a którego stępkę położono 15 maja 1905 roku, na pięć miesięcy przed „Dreadnoughtem”. Braki w działach spowodowały jednak, że został wyposażony tylko w cztery z 12 dział kalibru 305 mm, w jakie miał być według planów uzbrojony.

#### Projekty amerykańskie
Pod wpływem Williama Simsa Amerykanie także pracowali nad projektem pancernika nowego typu w okresie budowy „Dreadnought”: plany USS „South Carolina” i USS „Michigan” zostały zaprezentowane Kongresowi w roku 1904. Amerykanie jednak działali powoli. Projekty nie zostały zatwierdzone przed wiosną 1906 roku, a stępek nie położono przed jesienią 1906 roku, po „Dreadnought”. Pancerniki typu South Carolina miały wszystkie działa ułożone wzdłuż podłużnej osi symetrii, nie mając wież działowych na burtach, co preferowali Brytyjczycy. W przeciwieństwie do „Dreadnoughta” amerykańskie pancerniki używały maszyn parowych potrójnego rozprężania, nie zaś silnika wynalezionego kilka lat wcześniej, czyli turbiny parowej.

#### Projekty brytyjskie
Brytyjczycy, prowadzeni przez admirała Sir Johna Fishera, który został Pierwszym Lordem Morskim w 1904 roku, objęli prowadzenie w wyścigu zbrojeń. Fisherowski „Komitet projektów” (ang. Committee of Designs) został założony w 1904 roku i składał się z Dyrektora Konstrukcji Morskich oraz innych wysokich oficerów, którzy postulowali projekt budowy nowego pancernika. Aby zapewnić powodzenie temu przedsięwzięciu, Fisher starał się udowodnić, że okręt będzie atrakcyjny finansowo – wskazywał, że będzie kosztował mniej niż budowa i koszty utrzymania obecnych pancerników. Fisher, początkowo zwolennik Royal Navy opartej na okrętach podwodnych i szybkich torpedowcach, stał się zwolennikiem szybkich i wyposażonych w jednolitą artylerię krążowników liniowych, których siła ognia i szybkość pozwalałaby na walkę z pancernikami i krążownikami, co jednak okupione by było słabszym pancerzem. Fisher uważał, że szybkość lepiej służy do obrony niż pancerz. Koncepcja krążowników liniowych stała się popularna w latach poprzedzających I wojnę światową, ale Pierwszy Lord Morski był stale naciskany przez Admiralicję, aby Royal Navy budowała zamiast faworyzowanych przez Fishera krążowników liniowych pancerniki z jednolitą artylerią główną.

## Budowa

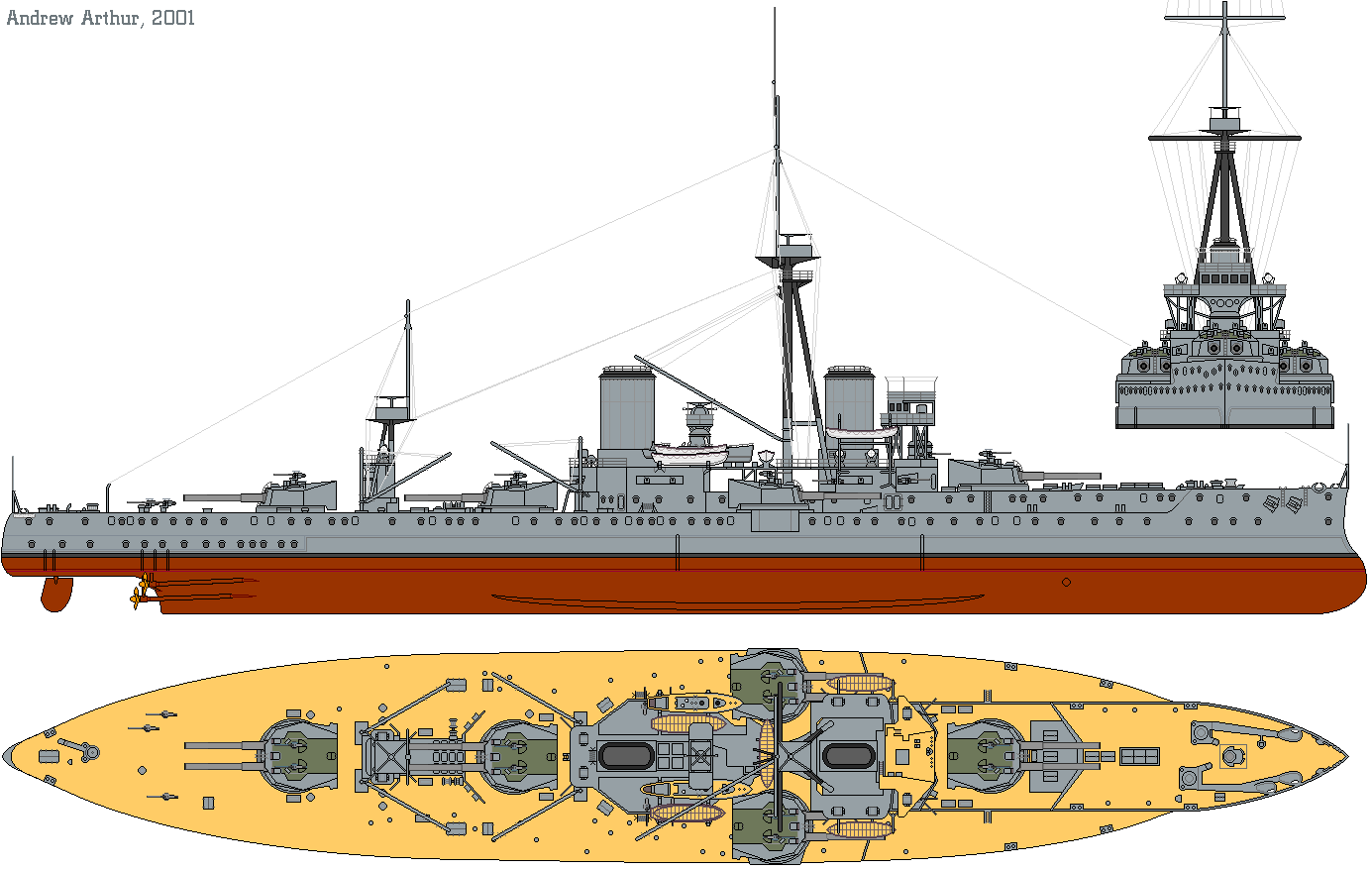
Trzy rzuty pancernika HMS „Dreadnought” w stanie z roku 1911, z dodanymi działami QF dwunastofuntowymi

Stępkę okrętu położono 2 października 1905 roku w stoczni RN Portsmouth Dockyard w Portsmouth, jednakże prace nad elementami konstrukcji okrętu rozpoczęto już w maju tego roku. Do czasu położenia stępki nakład pracy robotników wynosił 6000 osobotygodni, przy wydatkach 41 tys. funtów. W lipcu złożono w Portsmouth 2200 ton blach stalowych i innych materiałów konstrukcyjnych, w czerwcu zamówiono urządzenia napędowe, a w sierpniu elementy opancerzenia. Prace nad „Dreadnoughtem” uzyskały priorytet: do pracy skierowano 1100 stoczniowców, pracujących 12 godzin dziennie przez sześć dni w tygodniu, w rezultacie kadłub okrętu został ukończony już po czterech miesiącach od położenia stępki. Okręt zwodowano 10 lutego 1906 roku, imię, wybrane przez Admiralicję, nadał mu osobiście król Edward VII. Okręt był dziewiątą jednostką RN, której nadano miano „Dreadnought”. Wodowanie miało spektakularną oprawę, na ceremonię zaproszono blisko tysiąca oficjalnych gości, do chrztu okrętu wykorzystano butelkę australijskiego wina.
Pięć dni po wodowaniu adm. Fischer zdecydował o przyspieszeniu harmonogramu budowy okrętu, tak, by ukończyć go do 1 stycznia 1907. W tym celu zwiększono wysiłki stoczni, kierując do prac nad tym okrętem trzy tysiące spośród ośmiu tysięcy pracowników stoczni. Do czerwca ukończono instalowanie mechanizmów napędowych (kotłów i turbin), do lipca zamontowano główne uzbrojenie, w sierpniu ukończono nadbudówkę i ustawiono przedni maszt. Niekompletnie wyposażony okręt wyszedł z basenu wyposażeniowego 1 października 1907 roku na próby morskie. W trakcie wychodzenia z basenu utknął na dnie, i musiał czekać godzinę do maksimum przypływu by opuścić basen o własnych siłach. Wstępne próby odbiorcze i dzielności morskiej, jak również pierwsze strzelania artylerii głównej przeprowadzone 17 października zakończyły się pomyślnie. Do początku grudnia próby odbiorcze okrętu zostały zakończone. Pancernik, powracając 3 grudnia po próbach do portu, został uszkodzony podczas wchodzenia do basenu portowego, co wymusiło krótkotrwałe dokowanie w celu niezbędnych napraw. Mimo to już 11 grudnia 1907 roku okręt został wcielony do służby w Royal Navy. Szybkość, z jaką okręt zbudowano (366 dni) i oddano do służby (10 miesięcy od wodowania), nie miała precedensu, tempo to nie zostały też pobite ani wyrównane przy konstruowaniu jakiegokolwiek innego okrętu tej klasy. Głównego konstruktora stoczni RN w Portsmouth, Thomasa Mitchella, nobilitowano za zasługi przy budowie „Dreadnoughta”.
Zbudowanie okrętu kosztowało 1 785 683 funtów. „Dreadnought”, pomimo iż miał większą o ok. 1400 ton wyporność od budowanych równolegle preddrednotów typu Lord Nelson, kosztował jedynie 181 tys. funtów więcej.

## Służba
5 stycznia 1907 roku okręt, pod dowództwem komandora sir Reginalda Bacona,wypłynął na Morze Śródziemne, a następnie do Port-of-Spain na rejs eksperymentalny. Na wodach Antyli zrealizowano sześciotygodniowy program ćwiczeń, obejmujący m.in.  zgrywanie obsługi artylerii, kalibrowanie uzbrojenia oraz ćwiczenia artyleryjskie i manewrowe. 23 marca okręt powrócił do Spithead. W drodze do celu i powrotnej okręt osiągnął średnią prędkość 17 węzłów, co również było niespotykanym osiągnięciem, zważywszy na uszkodzenie steru, do którego doszło na początku podróży. Raport kmdr. Bacona po rejsie był entuzjastyczny, zawierał m.in. stwierdzenie: „No member of the Committee on Designs dared to hope that all the innovations introduced would have turned out as successfully as had been the case.” Tym niemniej stwierdzono pewne niedociągnięcia, w szczególności Bacon zwrócił uwagę na niedostateczną wentylację pomieszczeń maszynowych, co pogarszało komfort pracy obsługi, oraz wentylację magazynów ładunków miotających, w wyniku czego temperatura w magazynach znacząco rosła, zagrażając stabilności ładunków. Za słaba okazała się również maszyna sterowa – podczas wykonywaniu zwrotu przy maksymalnej szybkości po wyłożeniu sterów na 35° stery blokowały się, a maszyna nie była w stanie zmniejszyć ich wychylenia. Mankamenty te usunięto w trakcie późniejszych modernizacji okrętu.
Po powrocie do Portsmouth pancernik stał się okrętem flagowym Home Fleet i pozostawał nim do roku1911. W tym czasie przebywał głównie na wodach terytorialnych Wielkiej Brytanii, odbywając tylko okazjonalne rejsy do Hiszpanii i na Morze Śródziemne. 5 sierpnia 1907 roku okręt odwiedzili król Edward VII z królową Aleksandrą, odbywając krótki rejs do wyspy Wight i z powrotem. 26 maja 1909 roku podczas prób szybkości pękła jedna z rur doprowadzających parę w kotłowni A, w rezultacie wybuchł tam pożar, co spowodowało obrażenia u kilku członków załogi. W 1910 roku na okręcie miało miejsce zdarzenie określane później jako „Dreadnought hoax”. Horace de Vere Cole, anonsując się  telegraficznie lokalnemu dowództwu RN jako Charles Hardinge (ówczesny podsekretarz stanu w Ministerstwie Spraw Zagranicznych), zapowiedział wizytę, którą na okręcie miał przeprowadzić cesarz Abisynii wraz ze świtą. Delegacja abisyńska, która w rzeczywistości składała się z przebranych i ucharakteryzowanych młodych Brytyjczyków (była między nimi Virginia Woolf), została podjęta z honorami i oprowadzona po okręcie. Kompromitującą dla RN sprawę ujawniła prasa.
28 marca 1911 roku okręt przeniesiono do 1. Dywizjonu Home Fleet jako okręt szeregowy (okrętem flagowym został HMS „Neptune”). Do czerwca tego roku trwał remont okrętu połączony z przebudową. 24 czerwca 1911 roku okręt uczestniczył w rewii morskiej w Spithead, celebrującej koronację Jerzego V. W październiku 1912 roku okręt uczestniczył w manewrach Home Fleet, w ramach których odbyły się testy nowego centralnego systemu kierowania ogniem, opracowanego przez sir Percy Scotta – „Dreadnought” służył jako holownik tarcz strzelniczych. 16 grudnia 1912 roku okręt przeniesiono do 4. Eskadry Bojowej Home Fleet jako okręt flagowy.
W momencie wybuchu I wojny światowej w 1914 roku okręt był jednostką flagową brytyjskiej 4. Eskadry Bojowej (ang. Fourth Battle Squadron) służącej na Morzu Północnym i bazującym w Scapa Flow. W trakcie wojny okręt nie miał okazji użyć swej głównej artylerii przeciwko niemieckim siłom nawodnym. W trakcie patroli i podczas stacjonowania w portach zwalczał lekką artylerią niemieckie rajdy lotnicze. 18 marca 1915 roku, podczas powrotu z ćwiczeń z Grand Fleet, o godzinie 12:28 z pokładu okrętu w cieśninie Pentland Firth zauważono peryskop U-boota. „Dreadnought” skręcił w jego kierunku i przyspieszył, i w rezultacie staranował niemiecki okręt, wyrzucając go przy okazji na powierzchnię, tak że można było odczytać numer burtowy – był to U-29, dowodzony przez por. Ottona Weddigena. Staranowany U-boot przełamał się i zatonął z całą załogą. „Dreadnought” stał się w ten sposób jedynym pancernikiem, który zatopił okręt podwodny. 
Okręt na początku 1916 roku przebudowano i od maja służył jako okręt flagowy 3. Eskadry Bojowej bazującej w Sheerness nad Tamizą. Był częścią sił mających przeciwdziałać zagrożeniu ze strony niemieckich krążowników liniowych mogących ostrzeliwać Wielką Brytanię. W rezultacie okręt nie uczestniczył w bitwie jutlandzkiej, największej bitwie morskiej tej wojny. Pancernik wrócił do brytyjskiej Grand Fleet w marcu 1918 roku, wznawiając swoją rolę okrętu flagowego 4. Eskadry Bojowej, ale ta służba trwała tylko do lipca, i okręt skierowano do stoczni na remont. W jego trakcie rozpoczęto instalowanie  na wieżach artylerii głównej A i Y platform startowych dla samolotów. W chwili zakończenia Wielkiej Wojny prace te nie były ukończone, i w rezultacie przerwano je pod koniec 1918 roku, a sam okręt 25 lutego 1919 roku przeniesiono do Floty Rezerwowej w Rosyth, gdzie stacjonował jako tender przy HMS „Herkules”.  31 marca 1920 roku  „Dreadnought” został spisany z listy RN i wystawiony na aukcji. 9 maja 1921 roku został sprzedany na złom firmie T.W. Ward & Company za sumę 44750 £. Został rozebrany w Inverkeithing, gdzie dotarł 2 stycznia 1923 roku.

## Opis konstrukcji

Szkic z przekrojem wzdłużnym kadłuba HMS „Dreadnought”. Objaśnienia oznaczeń: CC – przedział skraplaczy, ER – przedział turbin, BR – kotłownia, WTB – grodzie wodoszczelne, 1 – kabestan, 2, 4 – magazyny głowic torpedowych, 3 – mesa, 5 – platforma na maszcie tylnym, 6 – wentylator maszynowni, 7 – wentylator kotłowni, 8 – wieżyczka sygnałowa, 10 – platforma na maszcie głównym, 11 – kabina admiralska, 12 – kabina map, 13 – wieża dowodzenia, 14 – kabiny oficerów, 15 – włazy ewakuacyjne, 16 – wentylator, 17 – kabestan, 18 – zbiornik wyrównawczy, 19 – maszyna kabestanu, 20, 30 – przedział torpedowy, 21 – magazyn pocisków głównego kalibru, 22 – magazyn prochu, 23 – winda popielnika, 24 – zbiornik zapasowej wody kotłowej, 25 – bunkry węglowe, 28 – zbiornik oleju napędowego, 29, 31 – zbiornik wody słodkiej, 32 – rufowa wyrzutnia torpedowa.

Choć uważany za okręt o rewolucyjnym układzie, „Dreadnought” czerpał wiele rozwiązań z istniejących okrętów liniowych, zwłaszcza z okrętów typu Lord Nelson. Był przy tym staranniej zaplanowany, tak, by jak najwięcej zaoszczędzić na masie i zarazem ograniczyć koszty – w porównaniu do pancerników typu Majestic ważył o 450 ton więcej, choć miał wyporność większą o 3 tys. ton. 
Okręt miał długość 527 stóp (160,6 m), szerokość 25 m, zanurzenie maksymalne 9 m. Wyporność normalna wynosiła 18 120 długich ton (18 410 ton), a pełna 20 730 długich ton (21060 t). Wysokość metacentryczna wynosiła 5,6 stopy (1,7 m). Okręt, w odróżnieniu od wcześniejszych konstrukcji, nie posiadał taranu, choć na życzenie adm. Fischera dziób w części podwodnej zachował charakterystyczny wyoblony kształt, tyle że bez szpicu, co pozostało charakterystyczną cechą wszystkich brytyjskich okrętów liniowych aż do HMS „Hood”. Posiadał podwójne dno na całej długości kadłuba. Kadłub do wysokości 9 stóp nad linię wodną był podzielony poprzecznymi grodziami wodoszczelnymi, w których miało nie być żadnych otworów poza niezbędnymi dla przeciągnięcia przewodów elektrycznych, telefonicznych, parowych bądź hydraulicznych. Każdy przedział miał własny system pomp oraz wentylację.
„Dreadnought” jako pierwszy ucieleśnił koncepcję „all big guns”. Wyposażono go w pięć dwudziałowych wież artylerii głównej, bez dział pośrednich kalibrów. Trzy wieże były umieszczone wzdłuż linii centralnej okrętu: jedna z przodu, na baku w celu ochrony przed zalewaniem (wieża A) i dwie na rufie (wieże X i Y). Pomiędzy tymi dwoma grupami wież znajdowała się nadbudówka główna z dwoma kominami i dwoma masztami. Dwie dodatkowe (skrzydłowe) wieże (wieże P i Q) były zlokalizowane z boków nadbudówki głównej, na głównym pokładzie. W trakcie projektowania okrętu rozważano ustawienie wszystkich wież działowych w superpozycji w osi podłużnej okrętu, jednak ze względu na obawy, że podmuch z armat wieży ustawionej wyżej może spowodować uszkodzenia wieży znajdującej się niżej, zrezygnowano z takiego układu. Obawy te, jak wykazały doświadczenia z drednotami amerykańskimi, były bezpodstawne.
Maszty były trójnożne, aby zapewnić stabilną podporę wolna od wibracji dla stanowisk kierowania ogniem. Maszt główny stanowił ponadto wsparcie dla dźwigu obsługującego łodzie okrętowe. Pierwszy komin był wysunięty przed masz główny, co powodowało zadymianie stanowiska kierowania ogniem – ten mankament został poprawiony w kolejnych drednotach typu Bellerophon.
W przedniej części głównej nadbudówki, przed kominem, znajdował się mostek oraz opancerzona wieża dowodzenia. Pomiędzy kominami na nadbudówce głównej składowano łodzie okrętowe, przed tylnym kominem znajdowała się opancerzona wieżyczka sygnałowa. Nadbudówka główna kończyła się za tylnym kominem. Za nią na pokładzie głównym znajdowały się rufowe wieże artylerii głównej, rozdzielone tylnym masztem.

### Napęd
Okręt był napędzany przez dwa zestawy turbin parowych Parsonsa, po dwie turbiny w każdym zestawie. Każda z turbin napędzała bezpośrednio osobny wał, na którym osadzona była trójłopatowa śruba. Początkowo wszystkie cztery śruby miały takie same wymiary: 2,7 m i powierzchnię 3 m². Ponieważ jednak okazało się, że rozdział mocy na wały nie jest jednakowy (moc na wałach wewnętrznych, napędzanych przez turbiny niskiego ciśnienia, była większa niż na wałach zewnętrznych, napędzanych przez turbiny wysokiego ciśnienia), w czerwcu 1907 roku wymieniono śruby wałów wewnętrznych na śruby o powierzchni 3,71 m², a zewnętrznych na śruby o powierzchni 2,6 m² (średnice nie uległy zmianie). Modyfikacja nie poprawiła efektywności układu – prędkość maksymalna okrętu zmalała o 0,5 węzła w porównaniu do prób odbiorczych z 1906 roku (przy czym okręt był cięższych o 1100 ton). Kolejna zmiana śrub na wałach wewnętrznych w październiku 1907 roku na śruby o średnicy 8 stóp i 8 cali również nie poprawiła wydajności układu.
Parę do turbin produkowało 18 kotłów wodnorurkowych Babcock & Wilcox o ciśnieniu 250 psi. Kotły były opalane węglem, miały paleniska o łącznej powierzchni 148,6 m², i powierzchnię grzewczą 5146,8 m², na każdy przypadało 6 spryskiwaczy zraszających węgiel ropą naftową.
Projektowana moc zespołu napędowego wynosiła 23 000 shp, przy obrotach 320 rpm, co miało gwarantować osiągnięcie prędkości 21 węzłów. Na próbach morskich w październiku 1906 roku okręt osiągnął maksymalną prędkość 21,6 węzła przy mocy zespołu napędowego 27018 shp.
Ze względu na obawy o nieekonomiczność napędu przy prędkościach marszowych, do zespołów turbin głównych dodano turbiny marszowe o mocy 6000 shp, podłączone do wewnętrznych wałów. Miały one być wykorzystywane przy pływaniu z prędkościami do około 14 węzłów. W praktyce zastosowane rozwiązanie nie sprawdziło się. Ponieważ okręt poruszał się zwykle z większymi prędkościami turbiny te nie były wykorzystywane przez większość czasu, a jedynie powodowały dodatkowy opór na wałach. Ponadto wymagały troskliwej obsługi, ze względu na konieczność zapewnienia odpowiedniego reżymu temperaturowego. Już w 1907 roku stwierdzono w nich uszkodzenia łopatek oraz obudów. W rezultacie turbiny te odłączono i przez resztę służby okrętu pozostawały nieużywane. Podczas remontu w 1918 roku rozpoczęto prace nad ich całkowitym demontażem, jednak w związku z przesunięciem okrętu do rezerwy nie ukończono ich.
Zapas węgla wynosił nominalnie 126887 stóp³ (około 2977 ton). W praktyce maksymalny zapas węgla ograniczono początkowo do 2868 ton, a później do 2834 ton w związku z adaptacją niektórych zasobni do innych celów (m.in. na maszynerię chłodzącą magazyny amunicji). Ponadto w zasobniach na wysokości magazynów wież P, Q i X znajdowało się w sumie 146 ton węgla w charakterze dodatkowej osłony tych magazynów. Węgiel ten był wykorzystywany do opalania pieców i kuchni. Ponieważ węgiel podawany do kotłów był zraszany ropą naftową, dlatego w zbiornikach okręt posiadał zapas 1120 ton tego paliwa. Zapas wody kotłowej wynosił 237,8 ton (plus 110,4 ton w systemie). Zapas wody do picia wynosił 124,4 ton.
Zapas paliwa pozwalał na przebycie dystansu 6620 mil morskich z prędkością 10 węzłów (przy opalaniu kotłów węglem z ropą, przy opalaniu samym węglem – 4340 mil). Przy prędkości 19,5 węzła zasięg spadał do, odpowiednio, 4890 i 3230 mil morskich. Zużycie węgla przy prędkości 10 węzłów wynosiło 127 ton/dobę, a przy prędkości maksymalnej – 360 ton/dobę.
Sterowanie odbywało się za pomocą dwóch zrównoważonych sterów o powierzchni 15,8 m² każdy, umieszczonych za śrubami wewnętrznymi. Promień skrętu przy 19 węzłach wynosił 460-466 jardów, przy 12 węzłach – 442-443 jardy, czas do pełnego wyłożenia steru wynosił 15-17 sekund przy 19 węzłach. Układ sterów był nowatorski jak na tę klasę okrętów i zapewniał dobre właściwości manewrowe przy prędkościach powyżej 10 węzłów. Jednak przy niskich prędkościach okręt był trudny w manewrowaniu, na co narzekali niektórzy z dowódców okrętu. Okręt posiadał 5 stanowisk sterowniczych: na mostku, w wieżyczce dowodzenia na obydwóch piętrach, w wieżyczce sygnałowej na obydwóch piętrach. Stanowiska te przekazywały komendy do maszyn sterowych. Ponadto istniała możliwość sterowania ręcznego z pomieszczenia na rufie nad sterami.

### Uzbrojenie

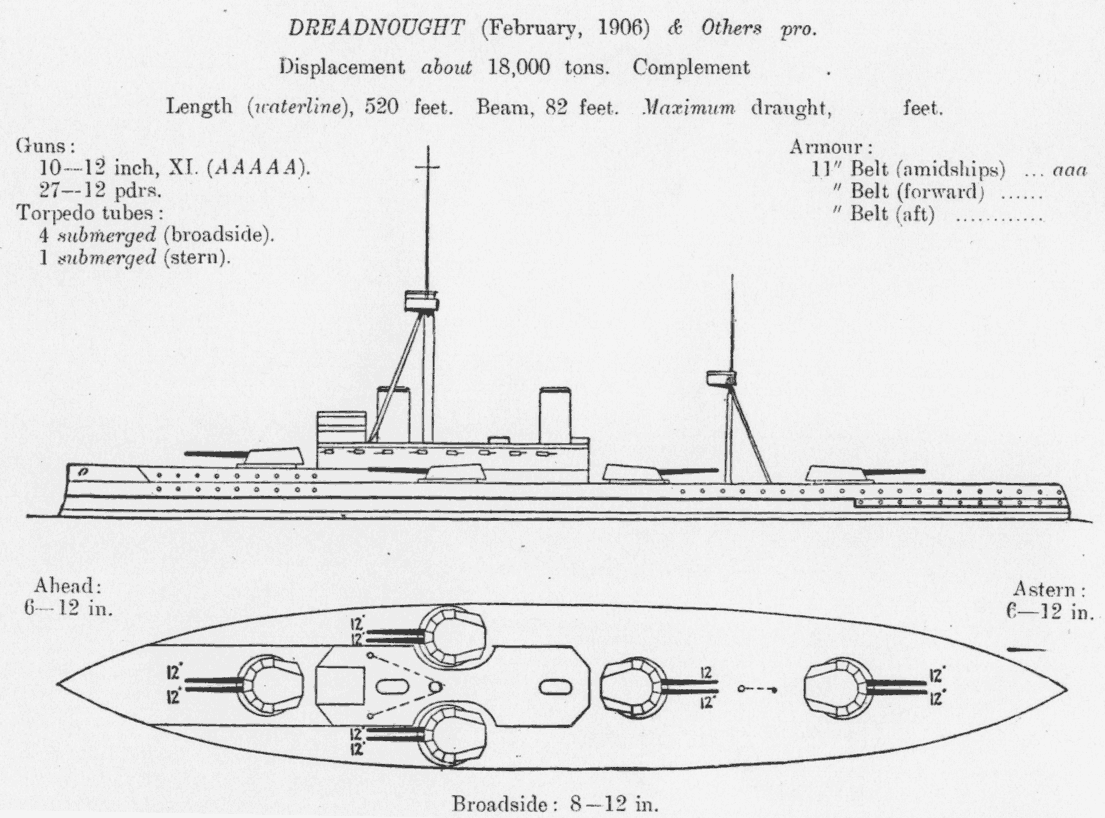
Plany HMS „Dreadnought” z opisem uzbrojenia z Jane’s fighting Ships 1906–07.

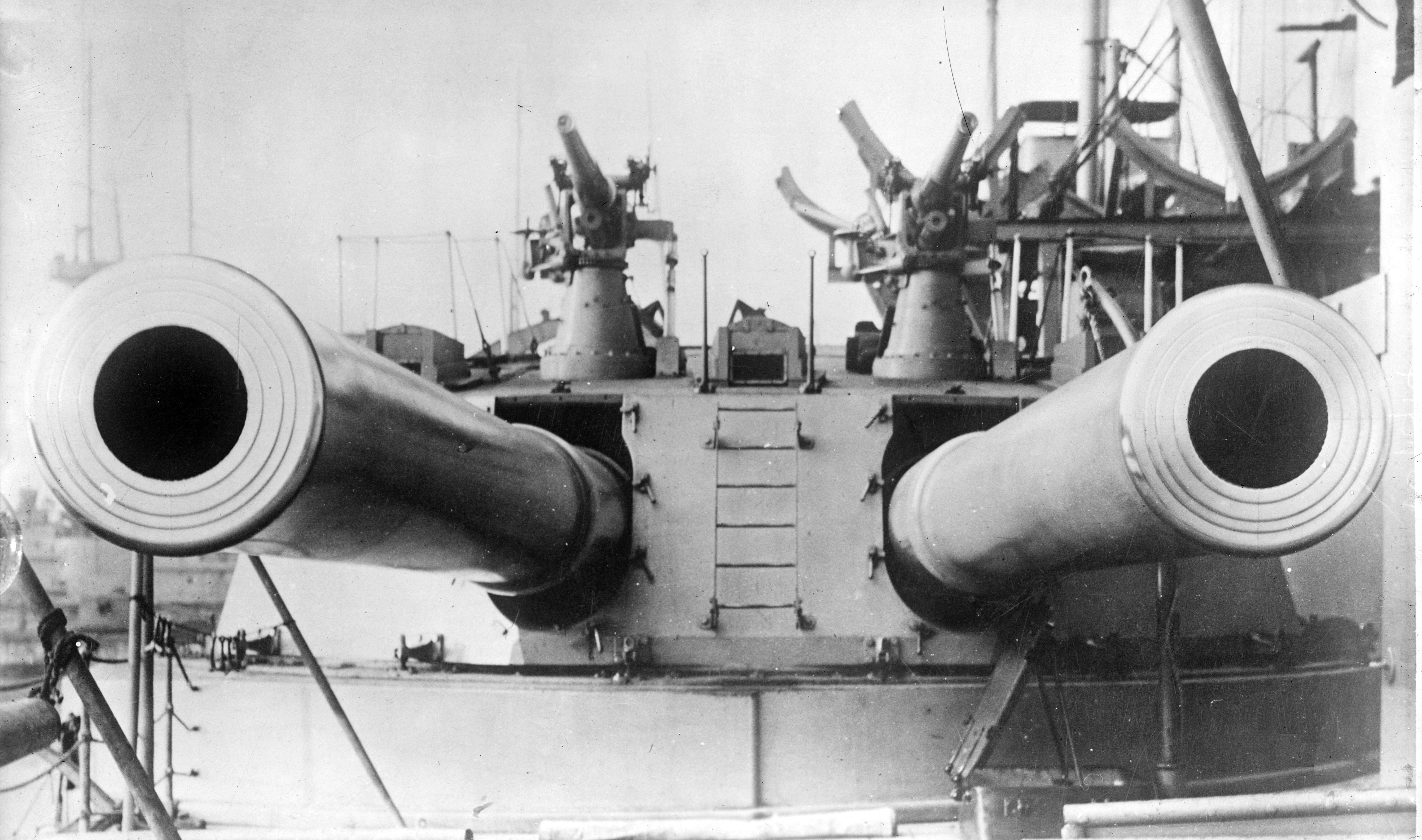
Wieża artylerii głównej „Dreadnoughta” z zamontowanymi na dachu dwoma stanowiskami dział 76 mm.

W skład uzbrojenia okrętu, w momencie oddania do służby, wchodziło: 
- 10 armat 305 mm L/45 BL Mk X,  rozmieszczonych po dwie w pięciu wieżach na podstawach BVIII. Armaty były projektu Vickersa, który wyprodukował także podstawy dla wież X i Y, podstawy w pozostałych wieżach były produkcji Armstronga. Maksymalny kąt podniesienia armat w wieży wynosił 13,5°, obniżenie – do -5°. Armaty strzelały pociskami APC i AC 2crh, które po 1915-1916 roku zostały zastąpione pociskami APC, CPC i HE 4crh, materiał miotający stanowił kordyt MD45. Zasięg przy strzelaniu amunicją 2crh dochodził do 16450 jardów, dla amunicji 4crh – do 18850 jardów. Przebijalność pocisku APC 4crh na dystansie 9000 jardów wynosiła 10,1 cala pancerza KC (Krupp Cemented). Układ wież umożliwiał oddanie pełnej salwy burtowej z 8 dział w sektorze od 60° w stosunku do osi podłużnej od dziobu i od 50° od rufy. Poza tym zakresem 6 dział mogło strzelać w kierunku rufy, a 4 w kierunku dziobu (z wyjątkiem małego, 1° sektora po każdej stronie burty, w którym możliwa była salwa z 6 dział w kierunku dziobu). Brytyjski okręt mógł wystrzelić salwę burtową złożoną z ośmiu dział oraz wystrzelić z ośmiu dział do tyłu i sześciu do przodu – w każdym wypadku tylko w ograniczonym zakresie kąta strzału. Zapas amunicji wynosił 80 sztuk na lufę (40 sztuk APC i 40 AC) plus 8 sztuk amunicji ćwiczebnej.
- 27 armat 76 mm 12 pdr QF Mk I na pojedynczych podstawach BIV*, których zadaniem było zwalczanie torpedowców. Ze względu na niewielką ilość miejsca na nadbudówkach i pokładach „Dreadnoughta” projektanci mieli problemy z rozmieszczeniem tych dział w funkcjonalny sposób – w rezultacie w trakcie służby ich rozmieszczenie oraz liczba ulegały zmianie. Początkowo okręt posiadał 4 te armaty na pokładzie dziobowym, 4 na śródokręciu, 2 przed wieżyczką dowodzenia, 10 na międzypokładzie, po jednej na wieżach artylerii głównej A, X, Y oraz po dwie na wieżach P i Q. Stanowiska na śródokręciu i dziobówce okazały się być narażone na oddziaływanie podmuchu z dział artylerii głównej, czemu nie zapobiegały montowane tymczasowe osłony, więc armaty z tych stanowisk przenoszono w inne miejsca lub całkowicie usuwano. W końcowym okresie służby „Dreadnought” był uzbrojony w 18 sztuk tych armat[h]. Zapas amunicji wynosił 200 sztuk na lufę (i dodatkowo 1016 sztuk amunicji ćwiczebnej).
- 3 karabiny maszynowe 7,62 mm Maxima. Zapas amunicji wynosił 5 tys. sztuk na lufę.
- 5 wyrzutni torpedowych 450 mm typu B, cztery w kadłubie (poniżej linii wodnej) na burtach, jedna na rufie (ta ostatnia została usunięta w trakcie remontu w 1917 roku), z zapasem 23 torped Fiume Mk III. Ponadto okręt przenosił 6 torped 356 mm RGF Mk I dla kutrów parowych.

Po wybuchu I wojny światowej okręt doposażono w stanowiska artylerii przeciwlotniczej. W  1915 roku na śródokręciu zamontowano dwie armaty 6-funtowe QF na pojedynczych podstawach HA Mk Ic, które w 1916 roku zastąpiono dwoma armatami 76,2 mm Mk I na podstawach HA Mk II. W 1917 roku dodano jeszcze dwie armaty 12-funtowe QF na podstawach HA Mk IV*c.

### System kierowania ogniem
Okręt uzbrojono z myślą o podejmowaniu walki na duże odległości, wyposażono go w związku z tym w nowatorski system kierowania ogniem. Początkowo składał się on z dwóch stanowisk kontrolnych (na platformie masztu głównego i na dachu wieżyczki sygnałowej), połączonych z centralami artyleryjskimi (TS - Transmitting Station): jednym na dolnym poziomie wieżyczki dowodzenia oraz drugim pod wieżyczką sygnałową. Każda wieża artylerii głównej połączona była ze stanowiskami kontrolnymi, TS oraz ze sobą nawzajem, co w założeniu miało zmniejszyć szansę na sparaliżowanie systemu kierowania ogniem przez uszkodzenia w trakcie walki. Dane do elewacji dział i kąta kierunku przekazywane były za pośrednictwem przekaźników Vickersa, komunikację zapewniały ponadto rury głosowe (tylko pomiędzy TS i stanowiskami kontrolnymi) i telefony. Stanowiska kontrolne wyposażone były w dalmierze 9-stopowe FQ2 Barr & Stroud. Dane z dalmierzy wprowadzane były do mechanicznych kalkulatorów artyleryjskich Dumaresqa, we współpracy z przelicznikami odległości Vickersa (zegarami o zmiennej prędkości, które przeznaczone były do pomiaru odległości pomiędzy dwoma okrętami), wypracowywano dane do nastaw artylerii. W miarę rozwoju techniki kierowania ogniem system ten modyfikowano i udoskonalano. W latach 1912–1913 dalmierz na maszcie głównym zamocowano na stabilizowanej żyroskopowo podstawie Argo, w dalmierz wyposażono też wieżę A (9–stopowy FT8 Barr & Stroud na podstawie MG3) oraz platformę kompasów (FQ2 na podstawie MN1). Wieże A i Y zostały ponadto doposażone tak, by mogły służyć jako zapasowe stanowiska kierowania ogniem artylerii głównej. W latach 1915–1918 wszystkie wieże wyposażono w dalmierze 9-stopowe FT8, w 1918 roku dalmierz w wieży A został zastąpiony przez dalmierz Barr & Stroud FT24. Zapasowe stanowisko kontrolne zostało zlikwidowane, natomiast zamontowano system centralnego naprowadzania i odpalania dział (fire-director) oraz kalkulator artyleryjski Dreyer Fire Control Table Mk I. Centralę artyleryjska (główne TS) przeniesiono z pomostu niżej, do komory amunicyjnej armat 76 mm, która zapewniała lepszą ochronę przed zniszczeniami w trakcie walki.
Nowatorski system kierowania ogniem „Dreadnoughta” nie był doskonały, jednak na ówczesne czasy stanowił duży krok do przodu w kierunku zwiększenia efektywności prowadzenia ognia na duże dystanse. Potwierdziły to ćwiczenia artyleryjskie w ramach manewrów RN w 1907 roku. „Dreadnought” w trakcie strzelań na dystans 8 tys. jardów zaliczył 25 trafień na 40 oddanych strzałów, w ciągu 8 minut trafiając cel pociskami o łącznej masie 9,6 tony – o 75% więcej niż każdy z pozostałych okrętów floty.
Kierowanie ogniem artylerii średniej oraz bronią torpedową prowadzono ze stanowisk na platformach masztów. Baterię funkcjonalnie podzielono na dwie grupy. Komunikację pomiędzy stanowiskiem dowodzenia a stanowiskami ogniowymi zapewniały połączenia telefonicznie (przenośne aparaty zasilane bateriami, słuchawki wpięte w hauby). Taki sam system, ze stanowiskiem kierowania umieszczonym na platformie kompasów, zastosowano także do naprowadzania reflektorów.

### Opancerzenie

Przekrój poprzeczny śródokręcia okrętu, ze schematem opancerzenia burtowego.

„Dreadnought” był lepiej opancerzony niż jego poprzednicy, tak pod względem grubości pancerza jak i jakości zastosowanej stali pancernej. Masa opancerzenia, zastosowanego na okręcie, wyniosła 5160 ton. Główne elementy wykonano ze stali cementowanej Kruppa (KC). Główny burtowy pas pancerny, rozciągający się od końca barbety wieży A do środka barbety wieży Y miał grubość 11 cali (279 mm), a na wysokości wieży A – 9 cali (229 mm). Jego przedłużenie dalej w kierunku dziobu miało 6 cali (152 mm), a w kierunku rufy – 4 cale (102 mm) grubości. Grubość tego pasa zmniejszała się do 7 cali (179 mm) na jego dolnej krawędzi. Przy normalnym obciążeniu pas ten wystawał jedynie na 2 stopy (0,61 m) powyżej linii wodnej, a przy maksymalnym znajdował się o 1 stopę (0,308 m) poniżej linii wodnej – uznano później, że nie zapewnia to wystarczającego bezpieczeństwa. Pas pancerny powyżej pasa głównego, sięgający głównego pokładu, miał grubość 8 cali (203 mm). Od strony rufy cytadelę zamykała pancerna gródź wodoszczelna o grubości 8 cali.
Ściany wież działowych (przednie i boczne) miały grubość 11 cali, ściana tylna – 3 cale, dach, wykonany ze stali niecementowanej Kruppa (KNC) miał grubość 3 cali (76 mm). Eksponowane ściany barbet nad pokładem głównym miały grubość 11 cali, ściany wewnętrzne – 8 cali, poniżej pokładu głównego ta grubość zmniejszała się do 4 cali. Wieża dowodzenia osłonięta była pancerzem o grubości 11 cali, pokrywał ją dach ze stali KNC o grubości 3 cali, a podłoga, także ze stali KNC, była gruba na 4 cale. Kanał komunikacyjny, wiodący od niej do centrali artyleryjskiej (TS) miał ściany o grubości 8 cali ze stali konstrukcyjnej. Ściany wieżyczki sygnałowej była opancerzona na grubość 8 cali (dach i podłogę opancerzono jak w wieży dowodzenia), a jej kanał komunikacyjny wykonano z 4-calowej stali konstrukcyjnej.
Grubość pancerza pokładu głównego wynosiła od 0,75 do 1 cala. Międzypokład miał grubość 1,75 cala na płaszczyznach poziomych i 2,75 cali na skosach, tylko ponad magazynami wież A i Y miał większą grubość – 3 cale. Dolny pokład miał grubość 1,5 cala w przedniej części, i 2 cale w tylnej części okrętu, ze skosami o grubości 4 cali przy barbecie Y oraz 3-calowymi nad maszynką sterową.
Nowością było dodanie wzdłużnych pancernych grodzi zabezpieczających newralgiczne elementy okrętu przed wybuchami podwodnymi. Grodzie te, wykonane ze stali konstrukcyjnej, miały grubość 2 cali i znajdowały się na wysokości magazynów amunicji  wież artylerii głównej (grubość tych grodzi na wysokości magazynów wież skrzydłowych była większa i wynosiła 4 cale, co miało skompensować ich przyburtowe położenie i tym samym większe narażenie na uszkodzenie przy podwodnej eksplozji).
Opancerzenie „Dreadnoughta” optymalizowano pod katem walk na dystansie strzału bezpośredniego, nikt wówczas nie przewidywał, że rozwój techniki artyleryjskiej spowoduje, że walki będą toczone na większych dystansach, co zwiększy zagrożenie ze strony pocisków nurkujących. Po doświadczeniach bitwy jutlandzkiej, aby zwiększyć odporność na pociski upadające pod dużym kątem, w styczniu 1917 roku nad magazynami amunicji okrętu zainstalowano dodatkowe płyty pancerne o grubości 0,75-1 cala. W roku 1918 z kolei wymieniono dachy wież artylerii głównej na grubsze, 4 calowe.
Tak jak inne duże okręty z tego okresu, „Dreadnought” był wyposażony w sieci przeciwtorpedowe, ale zostały one usunięte na początku wojny, gdyż powodowały znaczny spadek prędkości, a poza tym mogły być przerwane przez torpedy wyposażone w przerywacze sieci.

### Instalacja elektryczna
Zasilanie w energię elektryczną zapewniały okrętowi dwa generatory Siemensa, o całkowitej mocy 410 kW. Dwa z nich były napędzane przez parowe silniki Brotherhooda, dwa przez dieslowskie silniki Mirrlees. Silniki dieslowskie miały zapewnić okrętowi zasilanie elektryczne nawet w sytuacji, gdy okręt straci parę. 1000 amperowy prąd z generatorów był kierowany do rozdzielni Cowana, i stamtąd rozprowadzany jako prąd zmienny o napięciu 100 Volt. Większość urządzeń pomocniczych okrętu (pompy, wentylacja, etc.) była zasilana energią elektryczną, aby zmniejszyć ilość rur rozprowadzających parę po okręcie, które musiałyby przebijać grodzie wodoszczelne. Jedynie główny kabestan i pompy hydrauliczne były zasilane parą. System niskiego napięcia okrętu był rozprowadzany z dwóch rozdzielni (jedna w pomieszczeniu głównej rozdzielni, druga w pomieszczeniach technicznych wieży X), podawał prąd zmienny o napięciu 15 Volt. W trakcie modernizacji trzecia rozdzielnia została dodana w pomieszczeniach kazamat artylerii średniego kalibru. Dodatkowy generator zasilał połączenia telefoniczne, a alternatory – radiostacje. Połączenia telefoniczne mogły być zasilane awaryjnie z baterii.
Silniki dieslowskie generatorów okazały się być narażone na wibracje i często ulegały awariom. Silnik lewoburtowy w rezultacie zepsuł się całkowicie i został wymieniony na tłokowy silnik parowy w 1908 roku. Aby zapobiec wibracjom pokład pod silnikiem prawoburtowym wzmocniono.

### Inne wyposażenie
Okręt posiadał kompasy magnetyczne na mostku, platformie kompasów oraz platformie na śródokręciu, jednak ze względu zakłócenia pola magnetycznego powodowane przez duże masy stali, wprowadzanie poprawek było kłopotliwe. Aby temu zapobiec okręt, jako jedyny w RN, wyposażono w kompas elektryczny. Był on konstrukcji Siemensa, matka znajdowała się na dolnym poziomie wieżyczki sygnałowej, a repetytory – w wieżyczce dowodzenia i przy stanowisku sterowania ręcznego. Kompas elektryczny nie sprawdził się w użytkowaniu i w 1911 roku został wymieniony na żyrokompas Anschutza, a ten z kolei w okresie 1917-1918 na żyrokompas Sperry.
Okręt posiadał radiostację dalekiego zasięgu Tune C Mk II w radiokabinie przed tylnym kominem. W 1910 roku zestaw ten został wymieniony na model Standard Installation Mk II i uzupełniony przez radiostację krótkiego zasięgu Type 3, zainstalowaną na dolnym poziomie  wieżyczki dowodzenia. W trakcie służby liczba radiostacji sukcesywnie rosła: w 1917 dodano zestawy Type 13 i Type 16, a w 1918 zestaw wsparcia kontroli ognia Type 31. Dla tych radiostacji zaadaptowano jedną z komór amunicyjnych dział 76 mm oraz wybudowano nową kabinę radiową w międzypokładzie przy wieży X.
Na okręcie znajdowało się dwanaście 36-calowych reflektorów oraz jeden sygnałowy 24-calowy. W 1917 roku usunięto 6 reflektorów 36-calowych i dodano jeden sygnałowy.
Na początku służby okręt miał dwie 45-stopowe pinasy parowe, 40-stopowy parowy barkas admiralski, 42-stopowy barkas, 36-stopową pinasę, trzy 32-stopowe kutry dwa gigi (32- i 30-stopowe), trzy 27-stopowe welboty, bączek oraz jedną tratwę z balsy. Konieczność zapewnienia miejsca dla składowania łodzi okrętowych, przy małej ilość dostępnego miejsca na pokładzie i nadbudówkach, była powodem dla którego przy projektowaniu okrętu przedni komin przesunięto przed maszt główny.
„Dreadnought” był wyposażony w dwie główne kotwice patentowe Wasteney Smith w kluzach na prawej (6528 kg) i lewej (6534 kg) burcie. Dodatkowo miał kotwicę zapasową tego samego systemu (6455 kg), kotwicę rzeczną Martina (2205 kg) oraz 3 kotwice zawoźne: jedną Martina (777 kg) i dwie kotwice Admiralicji (po 293 kg).

## Załoga
Załogę okrętu stanowiło 692 osób, w tym 69 żołnierzy piechoty morskiej. Liczba ta rosła w trakcie kolejnych lat służby, dochodząc do 830 osób w końcowym jej okresie. Po raz pierwszy w RN pomieszczenia oficerskie usytuowano w dziobowej części okrętu, a marynarskie w części rufowej, aby usprawnić przemieszczanie się załogi na stanowiska. Ta zmiana nie była popularna wśród niektórych oficerów, którzy narzekali na hałas, jaki powodowały umieszczone w pobliżu kwater w dziobowej części okrętu urządzenia pomocnicze (generatory dieslowskie, chłodziarki) oraz na fakt, że mają tam znacznie mniej miejsca niż na rufie.
Okrętem dowodzili:
- kmdr R.H.S. Bacon – od 2 lipca 1906,
- kmdr C.E. Madden – od 12 sierpnia 1907,
- kmdr A. W. Moore – od 1 grudnia 1908,
- kmdr H.W. Richmond – od 30 lipca 1909,
- kmdr S.R. Fremantle – od 28 marca 1911,
- kmdr W.S. Nicholson – od 16 grudnia 1913,
- kmdr W.J.S. Anderson – od 10 czerwca 1914[15],
- kmdr John W. L. McClintock, od 19 lipca 1916
- kmdr Arthur C. S. H. D'Aeth, od 1 grudnia 1916
- kmdr Thomas E. Wardle, od 19 stycznia 1918
- kmdr Harold B. Bedwell, p.o. od 7 lutego 1918
- kmdr Maurice S. FitzMaurice, od 20 kwietnia 1918
- kmdr Robert H. Coppinger, od 25 lutego 1919[41].

## Znaczenie
„Dreadnought” był konstrukcją rewolucyjną. Był pierwszym pancernikiem z jednolitą artylerią główną dużego kalibru (all big gun), dzięki czemu miał przewagę w masie salwy i zasięgu ognia nad dotychczasowymi pancernikami, pierwszym na którym  zastosowano turbiny parowe w miejsce maszyn parowych potrójnego rozprężania, dzięki czemu był szybszy niż ówczesne pancerniki i mógł utrzymywać taką prędkość dłużej, pierwszym, na którym zainstalowano najbardziej zaawansowany technologicznie w tym okresie system kierowania ogniem.
Jego pojawienie się spowodowało, że istniejące dotychczas okręty pancerne stały się przestarzałe, i stało się cezurą nowej ery rozwoju pancerników i zbrojeń morskich. Pod względem wartości bojowej „Dreadnought” był równoważnikiem 2-3 wcześniejszych pancerników. Od jego imienia okręty, które zbudowano w oparciu o jego design, nazywano „drednotami”, zaś te, które odesłał do lamusa – „predrednotami”. Mimo tego, że już po kilku latach, w związku z wprowadzeniem do służby jeszcze większych pancerników, które nazwano „superdrednotami”, uzbrojonych w działa o większym kalibrze i zasięgu, przewagi „Dreadnoughta” odeszły w przeszłość, żaden z okrętów nie wywarł większego wpływu na rozwój techniki wojennomorskiej – stawia to ten okręt wśród najbardziej znaczących okrętów w historii marynarki.
Budowa „Dreadnoughta” i wczesne jego lata służby były uważnie śledzone przez światowe autorytety do spraw morskich i polityków. Wcielenie okrętu do służby ugruntowało kontynuację supremacji Wielkiej Brytanii jako mocarstwa morskiego, stanowiąc zarazem impuls intensyfikujący światowy wyścig zbrojeń, zwłaszcza pomiędzy Wielką Brytania a Niemcami. Z drugiej strony, w związku z tym że drednoty były większe niż dotychczasowe okręty głównych klas, przyczyniło się do opóźnienia wybuchu konfliktu pomiędzy tymi państwami, jako że Niemcy musiały pogłębić i poszerzyć Kanał Kiloński aby ich drednoty mogły z niego korzystać.

## Upamiętnienie
Kiedy Wielka Brytania wprowadzała do służby pierwszy nuklearny okręt podwodny, aby pokazać jak wiele zmienia się wraz z wejściem go do służby, został on nazwany „Dreadnought”. Z okazji rocznicy jego wodowania w 2006 roku otwarto na nim czasową ekspozycję w Royal Naval Museum, w Portsmouth.